# Geteuma peraffinis
Geteuma peraffinis là một loài bọ cánh cứng trong họ Cerambycidae.